# Pterolophia queenslandensis
Pterolophia queenslandensis är en skalbaggsart som beskrevs av Stefan von Breuning 1975. Pterolophia queenslandensis ingår i släktet Pterolophia och familjen långhorningar. Inga underarter finns listade i Catalogue of Life.